# Cosconar
Cosconar és una possessió de muntanya del terme d'Escorca, a la Serra de Tramuntana de Mallorca. És al coster sud de la Roca Roja, un contrafort del massís del Puig Roig, vora el Quarter dels Carrabiners i guaitant sobre el Torrent de Lluc. La seva principal característica arquitectònica és la integració de la construcció en el terreny, ja que aprofita una cova natural i l'usa com a teulada. És punt obligat de pas en l'excursió que fa la volta al Puig Roig. Molt a prop seu hi ha el Puig de Cosconar, de 541 m.